# Adnen Helali
Œuvres principales
- Zalabeni
- Fartito

Adnen Helali (arabe : عدنان الهلالي), né le 23 mars 1975 à Sbeïtla, est un acteur et poète tunisien d’expression arabe.
Il est le fondateur et le directeur actuel du Festival international du printemps de Sbeïtla.

## Publications
- Zalabeni
- Fartito

## Filmographie
- 2007 : rôle de Garrett Flaherty dans Left for Dead réalisé par Albert Pyun[2].